# Christian Georg Schütz

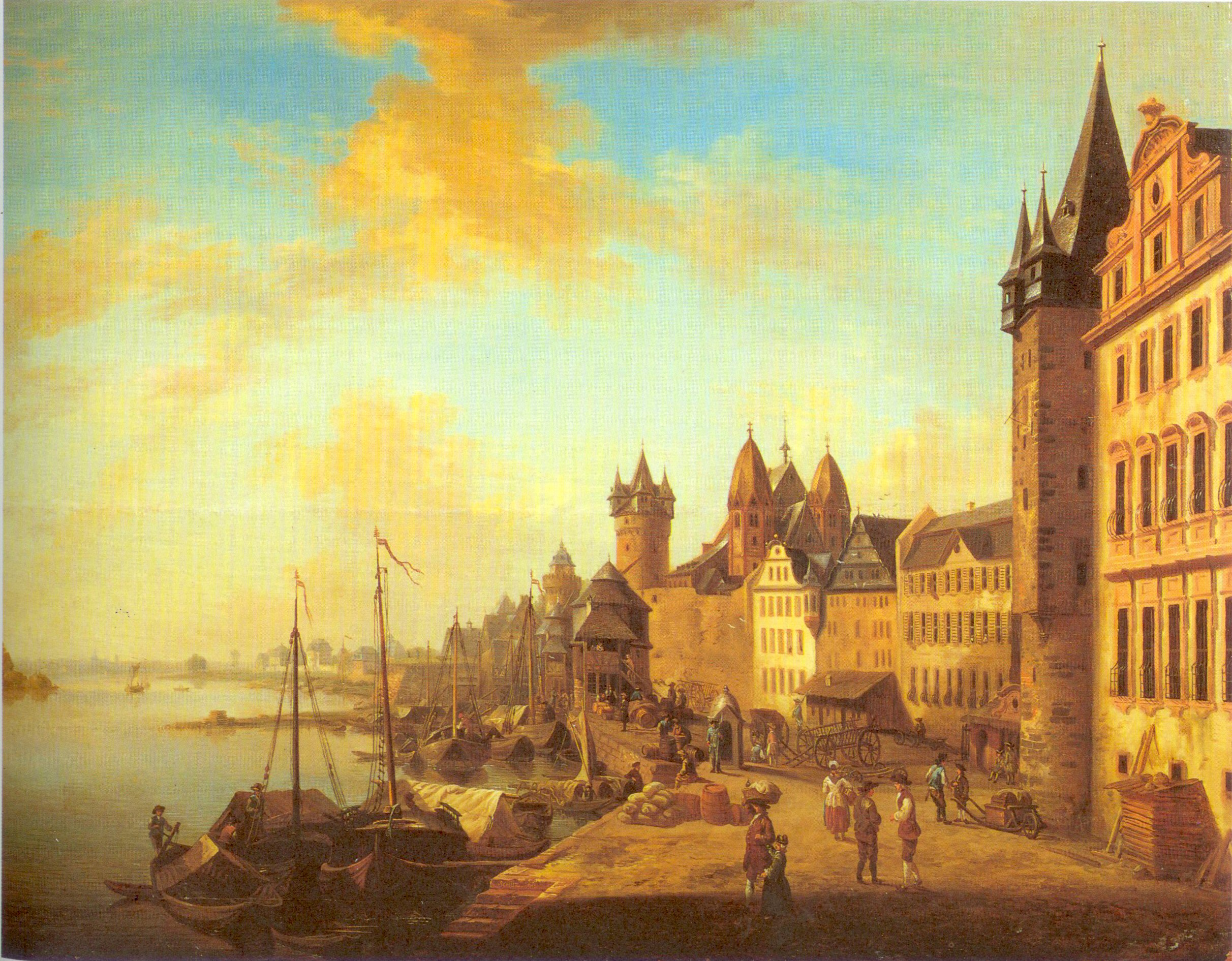
Mercato del vino a Francoforte sul Meno (1760)

Christian Georg Schütz, o Schüz, detto Der Aeltere (Il Vecchio) (Flörsheim am Main, 24 settembre 1718 – Francoforte sul Meno, 3 dicembre 1791), è stato un pittore e disegnatore tedesco specializzato in decorazione a fresco di esterni e pittura paesaggistica.

## Biografia

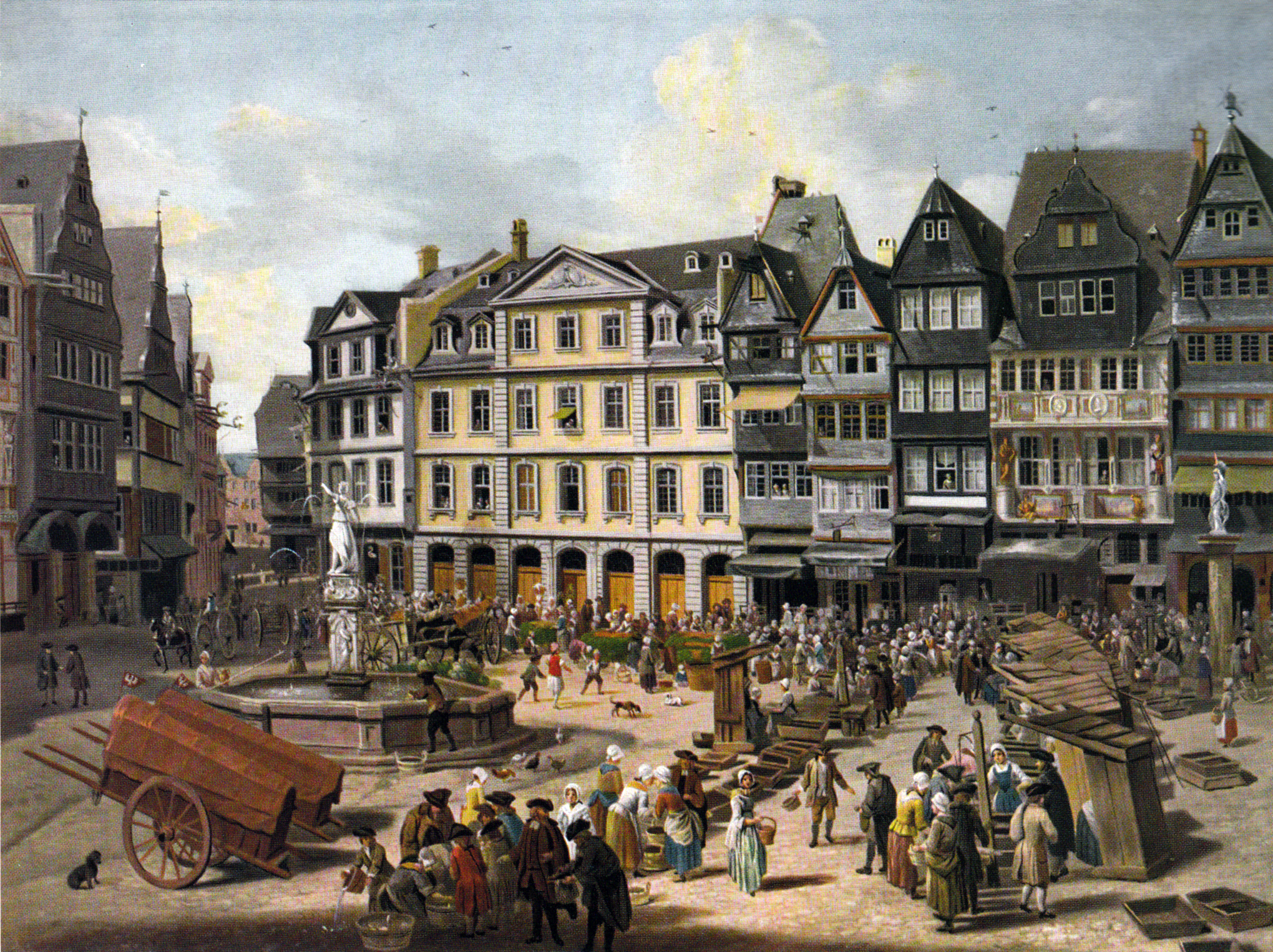
Lato nord della piazza Roemerberg a Francoforte sul Meno (1754)

Figlio di Johannes, viticoltore a Flörsheim am Main, e di Dorothea Breckhammer, studiò pittura a Francoforte sul Meno presso Hugo Schlegel, un pittore specializzato nella decorazione di facciate di edifici, per quattro anni dal 1731.
Lavorò principalmente in questa città, dove inizialmente si occupò di decorazione a fresco d'esterni, ma anche a Coblenza nel 1750. Probabilmente lavorò nelle residenze degli Hohenzollern-Hechingen e dei Nassau-Saarbrücken e proseguì i suoi studi presso il pittore di corte Giuseppe Appiani.
Nel 1744 sposò a Francoforte sul Meno Anna Maria, figlia dello scultore Servatius Hochecker, da cui ebbe due figli (Franz e Johann Georg, entrambi pittori). Rimasto vedovo, si unì in seconde nozze a Maria Barbara Josepha Kittner nel 1759. Da quest'ultimo matrimonio nacquero cinque figli, tra cui Heinrich Joseph, pittore, e Philippine, pittrice. Anche il pittore Christian Georg Schütz II apparteneva alla stessa famiglia.
Nel 1762 si recò in Svizzera con gli amici artisti Emanuel Handmann e Johann Ludwig Aberli, viaggio documentato e datato dal dipinto Paesaggio svizzero.
Nel 1763 fu vicecapo (jüngerer Vorsteher) e l'anno seguente direttore (älterer Vorsteher) della gilda dei pittori di Francoforte sul Meno.
Nel 1767 ebbe il permesso di costituire un'Accademia d'Arte.
Il suo primo mecenate fu il barone Heinrich Jacob von Haeckel, che acquistò per la sua collezione 40 dipinti. Schütz lavorò anche per Guglielmo VIII d'Assia-Kassel, eseguendo 15 sovrapporte, per il principe elettore di Magonza, l'arcivescovo Johann Friedrich Karl von Ostein, dipingendo 80 sovrapporte, per il principe Wolfgang Ernst von Isenburg-Birstein e per François de Thoranc.
Si dedicò alla pittura di paesaggi, vedute urbane e topografiche, in particolare del Reno e del Meno, ma dipinse anche antiche rovine, nature morte floreali e soggetti religiosi.
Le sue opere risentono dell'influenza di Herman Saftleven II e dei Griffier.
Eseguì un numero considerevole di dipinti, che incontravano il gusto dei collezionisti d'arte del periodo.

## Opere
- Lato nord della piazza Roemerberg a Francoforte sul Meno, 1754, Städelsches Museum, Francoforte sul Meno[4]
- Mercato del vino a Francoforte sul Meno, olio su pannello, 56,5 x 72 cm, 1760, Historisches Museum, Francoforte sul Meno[5]
- Paesaggio fluviale, 1765, Städel Museum, Francoforte sul Meno[6]
- Paesaggio montuoso, 1765, Städel Museum, Francoforte sul Meno[7]
- Paesaggio bucolico con agricoltori e mandrie, coppia di dipinti, olio su tela, 122 x 157 cm, firmato e con iscrizione, 1767[8]
- Paesaggio fluviale con rovine immaginarie, coppia di dipinti, olio su tela, 37 x 48 cm, firmato, 1767[9]
- Paesaggio montuoso, olio su rame, 43 × 53 cm, 1773, Museo dell'Ermitage, San Pietroburgo[10]
- Paesaggio lacustre, olio su tela, 38,5 × 52,5 cm, 1773, Museo dell'Ermitage, San Pietroburgo[11]
- Paesaggio fluviale ideale, olio su rame, 47,5 x 61 cm, 1778[12]
- Veduta della città di Francoforte da ovest, olio su pannello, 45 x 55 cm, Historisches Museum, Francoforte sul Meno[13]